# Institut d'études politiques de Paris
Institut d'etudes politiques de Paris, ofta kallat Sciences Po, är ett lärosäte för högre utbildning (grand établissement) beläget i Paris, Frankrike. Det är den primära institutionen för högre utbildning av den franska politiska och administrativa eliten, och är en av de mest prestigefyllda och selektiva skolorna i världen inom samhällsvetenskap. Sciences Po har utbildat 7 av de senaste 8 franska presidenterna, bland annat nuvarande president Emmanuel Macron. Skolan har även utbildat chefer för internationella organisationer såsom EU, FN, WTO, och IMF. 2019 rankades Sciences Po som världens tredje bästa universitet för politik och internationella relationer.
Sciences Po bildades 1872 av Émile Boutmy med syftet att utbilda politiker som kunde återuppbygga Frankrike efter Napoleon III:s nederlag i fransk-tyska kriget. Charles de Gaulle omstrukturerade skolan den 9 oktober 1945 till två skolor som båda fortsättningsvis kallas Sciences Po, Fondation nationale des sciences politiques (FNSP) och Institut d'études politiques de Paris (IEP Paris). FNSP fick till uppgift att bistå IEP Paris med administration och bibliotek, och i dess verksamhet finns även att utge tidskrifter varför de har ett eget förlag och eget tryckeri. 
Vid Sciences Po finns ungefär 1400 anställda lektorer, av vilka ungefär 800 är professorer. Antalet studenter uppgår till drygt 14 000. De lektorer som anlitas är mycket framstående inom sitt område; bland dem som gästföreläst och varit verksamma där finns François Hollande, Dominique de Villepin, Pascal Lamy, Jean-Pierre Raffarin, Joseph Stiglitz, Enrico Letta, och Dominique Strauss-Kahn. Vid lärosätet kan studenter få diplom på avslutad utbildning, erlägga magisterexamen eller doktorera.
Rektor för Sciences Po sedan 2021 är Mathias Vicherat.